# Aigua règia
L'aigua règia (del llatí aqua regia) o AR és una solució altament corrosiva i fumant, de color groc, formada per la mescla d'àcid nítric concentrat i àcid clorhídric concentrat generalment en la proporció d'una en tres parts.

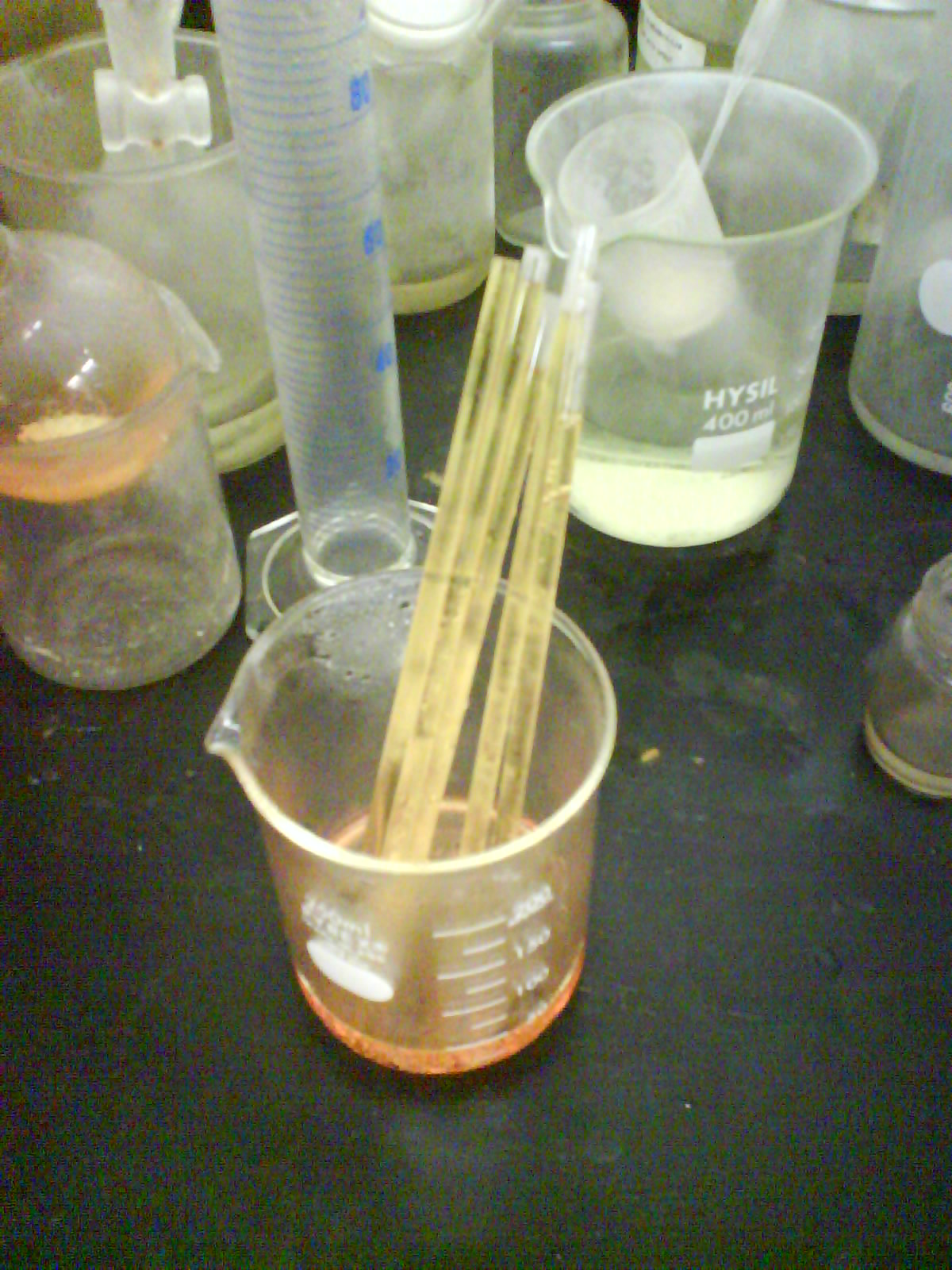
Aigua règia utilitzada per a netejar provetes

És un dels pocs reactius que són capaços de dissoldre l'or, el platí i la resta dels metalls. Fou anomenada d'aquesta forma perquè pot dissoldre aquells metalls anomenats regis, reials, o metalls nobles. És emprada en l'aiguafort i en alguns procediments analítics. L'aigua règia no és gaire estable, per la qual cosa ha de ser preparada just abans de ser utilitzada.

## Com funciona

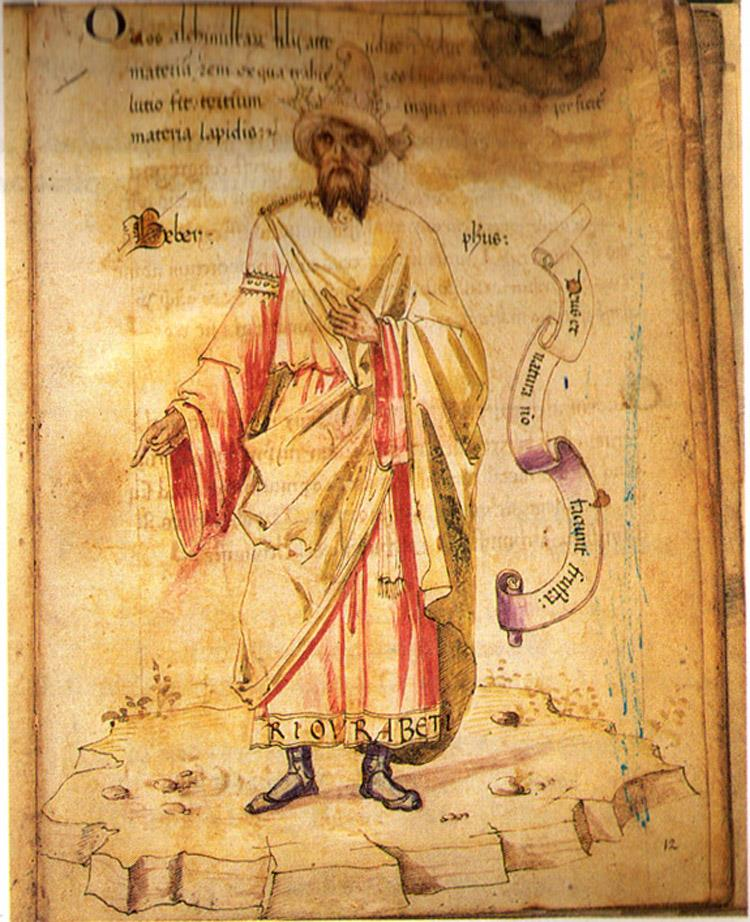
L'alquimista Jabir Ibn Hayyan

Tot i que l'aigua règia dissol els metalls abans mencionats, cap dels seus àcids constituents pot fer-ho per si sol. L'àcid nítric és un potent oxidant, que pot dissoldre una quantitat minúscula (pràcticament indetectable) d'or, formant ions d'or. L'àcid clorhídric, per la seva part, proporciona ions clorur, que reaccionen amb els ions d'or, traient or de la dissolució. Això permet que continuï oxidant-se l'or, per la qual cosa l'or acaba dissolent-se.
L'aigua règia és un dissolvent poderós a causa de l'efecte combinat dels ions H+, NO₃- i Cl- en dissolució. Els tres ions reaccionen amb els àtoms d'or, per exemple, per formar-ne aigua, diòxid de nitrogen (NO₂) i l'anió estable AuCl₄-, que roman en dissolució.
Au + 3 HNO₃ + 4 HCl → [AuCl₄]H + 3 H₂O + 3 NO₂

## Història
L'aigua règia fou preparada per primera vegada pel químic persa Jàbir ibn Hayyan (721-815) barrejant àcid sulfúric i clorur de sodi (sal comuna).
Quan Alemanya va envair Dinamarca durant la Segona Guerra Mundial, el químic hongarès George de Hevesy va dissoldre les medalles dels premis Nobel de Max von Laue i James Franck en aigua règia, per així evitar que els nazis les robessin. Col·locà aquesta solució en un prestatge del seu laboratori a l'Institut Niels Bohr. Després de la Segona Guerra mundial, tornà al laboratori i precipità l'or per treure'l de la mescla. L'or fou tornat a la Reial Acadèmia de les Ciències de Suècia i la Fundació Nobel lliurà noves medalles a von Laue i Franck. Enrico Fermi va fer el mateix amb la medalla d'or del seu premi Nobel quan va fugir cap als Estats Units d'Amèrica.